# Ray Poole
Ray Smith Poole (* 15. April 1921 in Gloster, Mississippi; † 2. April 2008 ebenda) war ein US-amerikanischer American-Football-Spieler und -Trainer. Er spielte unter anderem als End und Defensive End in der National Football League (NFL) bei den New York Giants und in der Canadian Football League (CFL) den Montreal Alouettes.

## Jugend
Der Vater von Ray Poole, Willie Poole, war Farmer und starb, als Ray drei Jahre alt war. Ray wurde fortan von seiner Mutter Emily alleine erzogen. Er hatte drei Brüder. Sein älterer Bruder Jim und sein jüngerer Bruder Barney, sowie sein Cousin Ollie Poole und sein Neffe Paige Cothren wurden wie er Profifootballspieler.

## Spielerlaufbahn

### Collegekarriere
Ray Poole studierte ab 1941 zunächst an der University of Mississippi, wo er neben Football auch Baseball und Basketball spielte. Ab 1943 diente er bei den US Marines, konnte allerdings zunächst im Rahmen eines Trainingsprogramms des US-Militärs sein Studium an der University of North Carolina fortsetzen, wo er gleichfalls als Footballspieler aktiv war. In diesem Jahr wurde er auch zum All-American und in die Auswahlmannschaft der Southern Conference gewählt. Nach diesem Jahr diente er als Soldat 18 Monate im Pazifikkrieg und kam auch zum Kampfeinsatz. Er wurde nach dem Krieg als Leutnant aus dem Militär entlassen und  setzte sein Studium in den Jahren 1946 und 1947 in Mississippi fort, wo er erneut für die Ole Miss Rebels Football, Baseball und Basketball spielte und in der Footballmannschaft als Mannschaftskapitän fungierte. Nochmals erfolgte als Footballspieler seine Wahl in die Ligaauswahl. Poole unterschrieb 1947 einen Profivertrag bei den Chicago Cubs aus der Major League Baseball (MLB). Er kam jedoch nie als Profibaseballspieler zum Einsatz.

### Profikarriere
Bereits im Jahr 1944 hatten sich die New York Giants die Dienste von Ray Poole gesichert. Sie zogen ihn in der NFL Draft in der 13. Runde an 125. Stelle. Poole nahm unter Trainer Steve Owen seine Karriere im Jahr 1947 auf. In den ersten drei Spieljahren spielte er als End und Defensive End, ab 1950 wurde er auch als Kicker eingesetzt. Poole konnte in diesem Jahr mit den Giants in die Play-offs einziehen, wo man allerdings an den Cleveland Browns scheiterte. Nach der Saison 1952 wechselte Poole in die CFL. Im Jahr 1954 konnte er mit den Montreal Alouettes in den Grey Cup einziehen. Das Spiel ging gegen die Edmonton Eskimos mit 26:25 verloren. Poole beendete nach dem Spiel seine Laufbahn.

## Trainerlaufbahn
Unmittelbar nach seiner Spielerlaufbahn wurde Ray Poole Assistenztrainer an seinem alten College, wo bereits sein Bruder Jim in entsprechender Funktion tätig war. In den Jahren 1959, 1960 und 1962 gewann er mit den Rebels jeweils die nationale Collegefootballmeisterschaft. 1974 verließ er die Ole Miss Rebels und trainierte ab 1979 bis 1983 die Mannschaft des Northwest Junior Colleges. 1984 und 1985 war er dort als Sportdirektor tätig. Ray Poole starb an Krebs und ist auf dem Oxford Memorial Cemetery in Oxford, Mississippi, beerdigt.

## Ehrungen
Ray Poole spielte einmal im Pro Bowl und wurde dreimal zum All-Pro gewählt. Er ist Mitglied in der Mississippi Sports Hall of Fame und in der Ruhmeshalle seines Colleges. Auf dem Campus der University of Mississippi ist eine Straße nach den Mitgliedern der Familie Poole benannt, die dort studiert haben.